# GMG Radio
GMG Radio, также известно как Real and Smooth Limited — британская радиовещательная компания, управлявшая радиосетями Real Radio и Smooth Radio. С момента появления и до 2012 года была подразделением Guardian Media Group, потом была продана Global Radio и была отдельной компаний вплоть до мая 2014 года.

## История
GMG Radio была создана в начале 1999 года в Guardian Media Group, когда бывший генеральный директор сэр Роберт Филипс решил основать радиоподразделение и поставить туда управляющим директором Джона Мэйерса. Это произошло после того, как топ-менеджер увидел Мэйерса в документальной программе Trouble at the Top, в одном из эпизодов которой освещался запуск на северо-западе Англии радиостанции «Century 105» для Border Radio Holdings Джон оставил Century, и после непродолжительного пребывания во главе Radio Investments Ltd перешёл в GMG Radio Holdings Ltd.
Первая лицензия на FM-вещание была выиграна в апреле 2000 года, ею оказалась региональная FM-лицензию в Южном Уэльсе, радиостанция запустилась 3 октября 2000 года. Во втором конкурсе в регионе Западный Мидленд победу одержала Saga.
В июне 2001 года за 25,5 млн ф.с. у Wireless Group была выкуплена радиостанция Scot FM 8 января 2002 года на её частоте начала вещание Real Radio Scotland.
6 июля 2001 года компания получила вторую лицензию на FM-вещание в Западном/Южном Йоркшире, радиостанция начала работу 25 марта 2002 года.
В мае 2002 года GMG radio предложило купить радиостанцию Jazz FM за 41 млн ф.с. (180 пенсов за акцию)>, заявка появилась в один день с проектом закона о коммуникациях Крупнейший акционер радиостанции Clear Channel к концу мая согласился на эту сделку, в то время как институциональные акционеры Herald Investment Management (7,7 % акций) и Aberforth Partners добились 6 июня повышения цены до 195 пенсов, сделка закрылась 5 июля Ричард Уитли объявил, что покинет Jazz FM после завершения поглощения. В декабре 2002 года GMG по аналогии с остальными своими радиостанциями перенесла операции по продажам Jazz FM из Clear Channel Radio Sales в Chrysalis Group.
12 июля 2004 года GMG Radio перезапустила посвящённый джазу интернет-сайт ejazz.fm. В январе 2005 года был запущен сервис Hear It, Buy It, Burn It для легального скачивания музыки с сайтов радиостанций радиокомпании. В феврале 2005 года Мэйерс сообщил об отказе запускать круглосуточную новостную и разговорную радиостанцию для Манчестера «Channel M Radio» из-за проблем её коммерческими показателями.
В марте 2005 года Guardian Media Group отклонила предложение Chrysalis Group о продаже радио-подразделения за 115 млн ф.с.
 В июне 2005 года лондонская радиостанция Jazz FM была ребренддирована в Smooth FM из-за плохих рейтинговых показателей. В то же время ejazz.fm был переименован в jazzfm.com и первоначально появился на канале DAB в Йоркшире, Южном Уэльсе, в устье реки Северн и на Sky Digital.
В августе 2006 года GMG продала свою долю новостной радиостанции DNN. Пять региональных радиостанций на DAB позже были закрыты Chrysalis и заменены LBC. 18 декабря 2006 года GMG Radio купила четыре станции под брендом Saga Radio, которые в марте 2007 года вместе с Smooth FM были перезапущены в качестве Smooth Radio.
On 6 October 2008 jazzfm.com was relaunched as Jazz FM across several DAB multiplexes in the UK, using space on local and regional multiplexes from existing GMG Radio stations as well as launching on digital television platforms. In November 2008 GMG was awarded the last analogue licence in the UK (covering North and mid Wales). They intend to operate the licence using the Real Radio (Wales) format basing its studios in Wrexham.
18 октября 2006 года GMG Radio купила две брендированные радиостанции «Century» у Gcap Media.
В апреле 2009 года название и торговая марка Jazz FM, принадлежащие GMG с 2002 года, были куплены исполнительным директором недавно созданной Jazz FM Investments Ltd Ричардом Уитли. В 2011 году Jazz FM перешла от местных и региональных DAB-слотов GMG к купленному Jazz FM Investments Ltd единому слоту в национальном ансамбле DAB Digital One.
25 июня 2012 года Global Radio за 50 млн ф. с. купила GMG Radio, хотя её радиостанции из-за регуляторных ограничений будут управляться отдельно до тех пор, пока не будет проведена нормативная проверка продажи.
11 октября 2012 года секретарь Мария Миллер объявила, что поглощение Global Radio компании GMG Radio не будет расследоваться на основании множественности. Комиссия по конкуренции должна была опубликовать свой окончательный отчет 27 марта 2013 года. 21 февраля 2013 года было объявлено о переносе на 22 мая (на два месяца позже запланированного срока) решения о том, может ли Global Radio взять на себя все активы GMG Radio.
21 мая 2013 года комиссия опубликовала свой окончательный отчет, согласно которому Global должен продать следующие радиостанции в семи регионах Великобритании: :

- Ист Мидландс: Smooth or Capital
- Кардифф и Южный Уэльс: Real или Capital
- Северный Уэльс: Real или Heart
- Большой Манчестер и Северо-Запад: Capital или Real XS либо с Real или Smooth
- Северо-восток: Real или Smooth или Capital
- Южный и Западный Йоркшир: Real или Capital
- Центральная Шотландия: Real или Capital

14 июня 2013 года Global Radio обжаловало это решение.
6 февраля 2014 года Global согласилась продать ирландской компании Communicorp за 35 млн ф. с. Smooth East Midlands, Smooth North West, Smooth North East, Capital Scotland, Capital South Wales, Real Radio North Wales, Real Radio Yorkshire и Real XS Manchester.

## Радиостанции
- Jazz FM,
- Smooth Radio
- Real Radio
- Rock Radio